# Bernhard Hoëcker
Bernhard Hoëcker (Neustadt an der Weinstraße, 20 maart 1970) is een Duitse acteur, komiek en presentator.

## Jeugd en opleiding
Bernhard Hoëcker groeide op in Frankfurt-Preungesheim, waar hij ook misdienaar was. Op 10-jarige leeftijd verhuisde het gezin naar Bonn. Hij bezocht het Clara Schumann-gymnasium, waar hij de negende klas overdeed en het latinum aflegde. Hij studeerde na het eindexamen in 1990 van 1993 tot 1996 economische wetenschappen aan de Rheinische Friedrich-Wilhelms-Universiteit in Bonn tot zijn einddiploma. 
Reeds tijdens zijn studietijd maakte hij zijn eerste ervaringen met komedie op het podium met de Comedy Crocodiles, waartoe ook Bastian Pastewka, Keirut Wenzel en Oliver Bröker behoorden.

## Carrière

### Als podiumacteur
Van 2001 tot 2003 was hij werkzaam bij het improvisatietheater Die Springmaus in Bonn. Van mei 2001 tot september 2005 was hij met zijn soloprogramma Hoëcker, Sie sind raus! – Comedy vom Kleinsten landelijk op tournee. Vanaf september 2005 was de komiek met zijn tweede soloprogramma Ich hab's gleich! onderweg, waarvan in 2008 een dvd verscheen.
Met het verschijnen van zijn boek Aufzeichnungen eines Schnitzeljägers werden in 2007 meerdere boeklezingen gehouden, die verder gingen dan een normale boeklezing en veel weg hadden van een podiumprogramma. Zo'n lezing trok vaak meer dan 500 bezoekers. Van april 2009 tot februari 2012 was hij met zijn programma WikiHoëcker op tournee, waarin de prioriteit om Wikipedia ging. De eerste criticus uitte zich teleurgesteld, latere recensenten hadden een andere mening. Verdere podiumprogramma's waren Netthamseshier en So liegen Sie richtig falsch.

### Als tv-acteur
Na enkele gastoptredens bij programma's zoals Lollo Rosso (WDR) begon de feitelijke tv-carrière met Switch, later volgde C.O.P.S.. Daarna was hij een vast panellid bij Genial daneben – Die Comedy Arena. Bovendien had hij diverse optredens bij quizprogramma's, zoals Das Quiz mit Jörg Pilawa. Alle bijeen gespeelde gelden dienden een goed doel. In 2006 en 2007 aanvaardde hij een positie in de ProSieben Märchenstunde. Verder is hij sinds 2007 in de herpublicatie Switch reloaded (ProSieben) weer een vast onderdeel van het ensemble. In de zomermaanden van 2012 en 2013 presenteerde hij samen met Wigald Boning het programma Nicht nachmachen (ZDF). Sinds juni 2013 behoort hij tot het team van het comedyprogramma Durchgedreht!, de zomerafsplitsing van de heute-show. Sinds de herfst van 2014 werkt hij ook mee in Vier sind das Volk als gedeputeerde. Sinds juli 2014 behoort hij naast Hubertus Meyer-Burckhardt, Stephanie Stumph en Jörg Pilawa tot het team van het quizprogramma Kaum zu glauben!, dat bij de NDR wordt uitgezonden. Sinds juli 2015 is hij naast presentator Elton teamcaptain in de door Kai Pflaume gepresenteerde quizshow Wer weiß denn sowas? (Das Erste). In september 2015 nam hij in het kader van de welkomstcultuur de satirische song Refugees Welcome op, samen met Serdar Somuncu, Luke Mockridge, Wolfgang Trepper, Fatih Çevikkollu, Dave Davis, Marius Jung, Tobias Mann en Christoph Sieber voor het ZDF Satire Magazine Mann, Sieber!.

## Verder
- In 2008 trad Hoëcker op bij het Arosa Humor-Festival.
- In 2009 was hij deelnemer bij de Allgäu-Orient-Rallye als lid van het team Staubmaul. In 2010 openbaarde hij samen met zijn vriend en teamgenoot Tobias Zimmermann het boek Meilenweit für ein Kamel, waarin ze hun belevenissen uit deze rally beschreven.
- In 2011 waren hij en Sandy Mölling deelnemers bij de Winterspielen der Stars en behaalden daar een tweede plaats.
- In de 150e aflevering van de hoorspelserie Die drei ??? had hij een gastrol.
- Hoëcker is slechts 159 cm groot.

## Privéleven
Bernhard Hoëcker is getrouwd, heeft twee dochters en woont met zijn familie in Bonn. In zijn vrije tijd doet hij onder andere aan geocaching.

## Onderscheidingen

### Als ensemblelid vanGenial daneben
- 2003: Deutscher Comedypreis (beste comedy-show)
- 2004: Deutscher Fernsehpreis (beste amusementsuitzending)
- 2004: Radio-Regenbogen-Award (comedy)
- 2005: Romy (beste programma-idee)
- 2006: Deutscher Comedypreis (beste comedy-show)

### Als ensemblelid vanSwitch reloaded
- 2007: Deutscher Comedypreis (beste sketch-show)
- 2008: Deutscher Fernsehpreis (beste comedy)
- 2008: Deutscher Comedypreis (beste sketch-show)

### als persoon
- 2013 Goldenes Lot des Verband Deutscher Vermessungsingenieure
- 2016 Morenhovener Lupe

## Filmografie

### Films
- 2001: Du oder keine (televisiefilm)
- 2002: Nesthocker - Familie zu verschenken - Hochgefühle
- 2004: Germanikus
- 2005: Der Clown - Payday
- 2006: Die ProSieben Märchenstunde (televisieserie, 17 afleveringen)
- 2006: Ab durch die Hecke … als Verne
- 2006: Cedric … als Cedric
- 2008: Spiel mir das Lied und du bist tot! (televisiefilm)
- 2008: Morgen, ihr Luschen! Der Ausbilder-Schmidt-Film
- 2008, 2009: Verbotene Liebe (televisieserie, 10 afleveringen)
- 2010: Für immer Shrek … als Repelsteeltje
- 2011: Lauras Stern und die Traummonster als Stielauge
- 2011: Robin Hood (muziekvideo van Edguy)
- 2013: Badaboom (muziekvideo van Van Canto)
- 2014: Danni Lowinski: Alles futsch (televisieserie)

### Shows, feesten of regelmatige deelname
- 1997–2000: Switch – TV gnadenlos parodiert
- 2001: C.O.P.S. – Die Pannenshow (met Ingolf Lück)
- 2003–2011: Genial daneben – Die Comedy Arena
- 2004–2011: Schillerstraße
- 2006: Was denkt Deutschland?
- 2007–2012: Switch reloaded
- 2010: Ent-oder-Weder!
- 2012–2013: Nicht nachmachen!
- 2013: Durchgedreht!
- sinds 2014: Kaum zu glauben!
- sinds 2014: Ohne Garantie
- sinds 2014: Vier sind das Volk
- sinds 2015: Wer weiß denn sowas?
- sinds 2015: Tiere wie wir

### Shows (als gast)
- Blondes Gift (talkshow) (2001, uitzending: 3 augustus 2002)
- Die Pisashow
- Clever! – Die Show, die Wissen schafft
- NightWash
- Das Quiz mit Jörg Pilawa (2001, prominentenspecial, uitzending: 18 maart 2004)
- Anke Late Night (2004, aflevering: 1.14, uitzending: 10 juni 2004)
- Wer wird Millionär? (2004, prominentenspecial, uitzending: 25 november 2004)
- Das große Prominenten-Turnen, uitzending: 19 mei 2005
- Extreme Activity (2007)
- Johannes B. Kerner (2007)
- Peppers – Das Comedycamp (op 3 mei 2008 in de Radio NRW)
- Verbotene Liebe, augustus 2008
- Löwenzahn (november 2008)
- Star-Quiz (8 oktober 2009, 13 augustus 2011)
- Ladykracher (gastrollen)
- Super-Champion (21 april 2012, 25 augustus 2012)
- Jetzt wird’s schräg (25 juli 2014)
- Das ist spitze (18 december 2014)

## Discografie

#### Albums
- ####: Hoëcker, Sie sind raus – Comedy vom Kleinsten
- 2007: Aufzeichnungen eines Schnitzeljägers (Hörbuch)
- 2007: Ich hab’s gleich

#### DVD
- 2008: Ich hab’s gleich – Live!

- Gemeinsame Normdatei: 133313646
- International Standard Name Identifier: 0000 0003 7209 474X
- Library of Congress Control Number: nb2013016014
- MusicBrainz: af28aec5-b42e-4853-b2cc-e0ca6bcd964a
- Virtual International Authority File: 67652147
- WorldCat: E39PBJvtbvqvwy4kjgWmtVC4v3